# Matryca kompetencji
Matryca kompetencji – kluczowe narzędzie w efektywnym zarządzaniu zasobami ludzkimi, wykorzystywanym do mapowania, analizy i rozwoju kompetencji pracowników. Integralna dla procesów rekrutacji, szkolenia, rozwoju kariery i planowania sukcesji, matryca wspiera zarządzanie talentami w organizacji. 

## Definicja i znaczenie[4]
Matryca kompetencji jako narzędzie do wizualizacji potencjału pracownika i zespołu stanowi kluczowy element w zarządzaniu zasobami ludzkimi w nowoczesnych organizacjach. Jej zastosowanie pozwala na głębsze zrozumienie i efektywne wykorzystanie zróżnicowanych umiejętności i talentów dostępnych w firmie. Dzięki wizualnej reprezentacji kompetencji, zarówno tych technicznych, jak i miękkich, menedżerowie i pracownicy mogą lepiej postrzegać swoje mocne strony, obszary do rozwoju oraz potencjalne możliwości kariery.
Matryca kompetencji, jako narzędzie służące do graficznej prezentacji zdolności i potencjału pracowników oraz zespołów, odgrywa kluczową rolę w zarządzaniu talentami wewnątrz organizacji, pozwalając na:
- określenie kluczowych kompetencji w organizacji[6][7], zbudowanie katalogu kompetencji,
- określenie oczekiwanego poziomu kompetencji dla poszczególnych grup stanowisk,
- ocenienie poszczególnych kompetencji,
- zaplanowanie rozwoju pracowników - zniwelowanie luk kompetencyjnych,
- zwiększenie efektywności zespołów - poprzez zrozumienie, jakie kompetencje posiadają poszczególni członkowie zespołu, można lepiej przydzielać zadania i projekty, maksymalizując efektywność pracy,
- wsparcie w planowaniu sukcesji - matryca kompetencji pomaga w identyfikacji potencjalnych liderów i kluczowych talentów, co jest istotne w planowaniu sukcesji i długoterminowym rozwoju organizacji,
- poprawę komunikacji wewnętrznej - zrozumienie kompetencji pracowników może pomóc w lepszym dostosowaniu komunikacji i metod zarządzania, co przekłada się na lepszą atmosferę w pracy,
- wzmocnienie kultury organizacyjnej - poprzez promowanie rozwoju i uznawanie kompetencji, matryca może przyczynić się do budowania silnej i pozytywnej kultury organizacyjnej.

## Podstawowe pojęcia

### Kompetencjevs. Umiejętności[8]
Kompetencjeodnoszą się do kombinacji wiedzy, umiejętności i postaw, potrzebnych do wykonywania określonych zadań.
Wiedza w kontekście kompetencji, odnosi się do teoretycznego i praktycznego rozumienia tematów, zjawisk, procesów oraz umiejętności. Jest to zbiór informacji, faktów, opisów i zasad zgromadzonych przez osobę na podstawie doświadczenia, edukacji i szkolenia. Wiedza jest kluczowym elementem kompetencji, ponieważ umożliwia ludziom efektywne wykonywanie zadań i rozwiązywanie problemów w różnych sytuacjach. Potwierdzeniem powyższego są certyfikaty ukończonych szkoleń, zdobytych kwalifikacji, egzaminy etc.
Umiejętności to specyficzne zdolności i techniki, które osoba nabywa i rozwija poprzez praktykę, szkolenie lub doświadczenie. Są one kluczowym elementem kompetencji, pozwalającym na efektywne wykonywanie zadań i rozwiązywanie problemów w różnych sytuacjach zawodowych. 
Postawa odnosi się do zestawu wewnętrznych przekonań, wartości, nastawień i emocji, które wpływają na sposób, w jaki osoba zachowuje się i reaguje w różnych sytuacjach zawodowych. Postawy są kluczowe dla efektywnego wykorzystania umiejętności i wiedzy, ponieważ wpływają na motywację, etykę pracy, zdolność do pracy zespołowej, adaptację do zmian oraz ogólną interakcję z innymi. 
Najczęściej kompetencja rozumiana jest w kontekście kompetencji miękkich czyli postaw i zachowań pracowników.

## Klasyfikacja kompetencji
Kompetencje są klasyfikowane w zależności od potrzeb organizacji, przy czym najczęściej wyróżnia się kompetencje osobiste (np. radzenie sobie ze stresem, inteligencja emocjonalna), kompetencje interpersonalne (np. komunikacja, współpraca w zespole), managerskie (np. myślenie strategiczne, delegowanie zadań). 
Za Grzegorzem Filipowiczem poniższe zestawienie przedstawia następujący podział na cztery rodzaje kompetencji:
Zestawienie kompetencji
| Kompetencje społeczne                 | Kompetencje osobiste                      | Kompetencje menedżerskie              | Kompetencje zawodowe                    |
| ------------------------------------- | ----------------------------------------- | ------------------------------------- | --------------------------------------- |
| Budowanie relacji                     | Dążenie do rezultatów (przedsiębiorczość) | Budowanie sprawnej organizacji        | Administracja/ prowadzenie dokumentacji |
| Dzielenie się wiedzą i doświadczeniem | Innowacyjność i elastyczność              | Budowanie zespołów                    | Orientacja w biznesie                   |
| Identyfikacja z firmą                 | Myślenie analityczne                      | Ocena i rozwój podwładnych (coaching) | Procedury – znajomość i stosowanie      |
| Komunikatywność                       | Samodzielność                             | Delegowanie                           | Umiejętności IT                         |
| Negocjowanie                          | Podejmowanie decyzji                      | Motywowanie                           | Umiejętności techniczne                 |
| Orientacja na klienta                 | Rozwiązywanie problemów                   | Myślenie strategiczne                 | Wiedza zawodowa                         |
| Praca zespołowa/ współpraca w zespole | Sumienność/ rzetelność                    | Planowanie                            | Zarządzanie projektami                  |
| Rozwiązywanie konfliktów              | Rozwój zawodowy/ gotowość do uczenia się  | Przywództwo                           | Zarządzanie procesami                   |
| Współpraca wewnątrz firmy             | Zarządzanie sobą                          | Zarządzanie zespołem                  | Znajomość języków obcych                |

Źródło: Zarządzanie kompetencjami. Perspektywa firmowa i osobista. Grzegorz Filipowicz, str. 102.
Wyróżnia on również 36 podstawowych kompetencji wraz z definicjami.
Lista kompetencji podstawowych z definicjami
| Lp. | Nazwa kompetencji                         | Definicja kompetencji |
| --- | ----------------------------------------- | --- |
| 1   | Administrowanie/ prowadzenie dokumentacji | Sprawna realizacja zadań administracyjno-organizacyjnych. Zgodne z formalnymi wymogami prowadzenie dokumentacji. Gromadzenie oraz zapewnianie wymiany informacji umożliwiające efektywną organizację pracy.                                                         |
| 2   | Budowanie i rozwój organizacji            | Podejmowanie działań mających na celu doskonalenie funkcjonowania organizacji i zapewnienie jej jak największej efektywności. |
| 3   | Budowanie relacji                         | Nawiązywanie i budowanie dobrych relacji. Dbałość o kontakty i efektywną współpracę. Pozyskiwanie zaufania i poparcia współpracowników. |
| 4   | Budowanie zespołów                        | Dobór odpowiednich ludzi. Tworzenie, integrowanie i organizowanie działań zespołu. |
| 5   | Dążenie do rezultatów/przedsiębiorczość   | Dążenie do osiągnięcia wyznaczonych celów. Podejmowanie działań ukierunkowanych na doskonalenie przebiegu pracy. Pozytywne nastawienie do pracy oraz wychodzenie naprzeciw trudnościom i szukanie nowych wyzwań.                                                    |
| 6   | Delegowanie                               | Przekazywanie pracownikom zadań do wykonania. Zapewnienie odpowiednich informacji i uprawnień oraz wsparcia niezbędnego do ich realizacji. |
| 7   | Dzielenie się wiedzą i doświadczeniem     | Przekazywanie praktycznej wiedzy i porad w sposób użyteczny, ułatwiający realizację zadań zawodowych |
| 8   | Identyfikacja z firmą                     | Działanie zgodnie z interesami i wartościami firmy. Dobra znajomość firmy oraz aktywne kształtowanie jej pozytywnego wizerunku. Łączenie własnych celów zawodowych z celami i strategią firmy.                                                                      |
| 9   | Innowacyjność i elastyczność              | Podejmowanie nowych inicjatyw i szukanie rozwiązań. Dostosowanie działań do zmieniających się wymogów sytuacji. Przewidywanie skutków podjętych działań oraz tworzenie planów alternatywnych. Skuteczne działanie także w obliczu niejednoznaczności i niepewności. |
| 10  | Język obcy                                | Porozumiewanie się w mowie i piśmie w języku innym niż ojczysty w sposób swobodny i zrozumiały dla odbiorcy. |
| 11  | Komunikatywność                           | Umiejętność jasnego i precyzyjnego wyrażania się. Zdolność do rozumienia wypowiedzi innych, umiejętność słuchania i porozumiewania się z rozmówcami. |
| 12  | Motywowanie                               | Budowanie zaangażowania i pozytywnego nastawienia pracowników do realizacji zadań. Docenianie oraz zachęcanie pracowników do efektywnej pracy. |
| 13  | Myślenie analityczne                      | Analiza danych i wyciąganie wniosków. Rozumienie złożonych sytuacji i relacji. Dostrzeganie nieprawidłowości. Dzielenie się swoimi wnioskami, sygnalizowanie zauważonych nieprawidłowości.                                                                          |
| 14  | Myślenie strategiczne                     | Kształtowanie oraz wdrażanie strategii działania na podstawie dostępnych danych, analiz sytuacji oraz przewidywanych tendencji. |
| 15  | Negocjowanie                              | Wypracowywanie rozwiązań korzystnych dla stron negocjacji i utrzymania pozytywnych kontaktów. Umiejętność osiągania satysfakcjonujących celów negocjacyjnych. |
| 16  | Orientacja na klienta                     | Pozytywne nastawienie do klientów oraz ich potrzeb. Wykorzystanie własnych umiejętności, wiedzy i doświadczenia do kształtowania odpowiednich relacji biznesowych z klientami.                                                                                      |
| 17  | Orientacja w biznesie                     | Znajomość i rozumienie procesów biznesowych i rynkowych istotnych dla działalności firmy. Wykorzystanie wiedzy na temat aktualnych trendów rynkowych w organizacji.                                                                                                 |
| 18  | Planowanie                                | Określanie celów operacyjnych, zadań do wykonania, niezbędnych zasobów oraz sposobów ich realizacji. |
| 19  | Podejmowanie decyzji                      | Podejmowanie właściwych, trafnych decyzji w odpowiednim czasie, na podstawie posiadanych danych i przesłanek. |
| 20  | Praca zespołowa                           | Aktywne uczestnictwo w pracach zespołu opierające się na zaangażowaniu i dążeniu do osiągnięcia wspólnego celu. Budowanie rozwiązań usprawniających pracę i zapewniających osiągnięcie celów.                                                                       |
| 21  | Procedury – znajomość i stosowanie        | Praktyczna znajomość i stosowanie się do procedur działania oraz przepisów dotyczących pracy na danym stanowisku. |
| 22  | Przywództwo                               | Budowanie i wdrażanie inspirujących koncepcji i celów oraz wspieranie pracowników w ich osiąganiu. Budowanie zaangażowania zespołów oraz poszczególnych osób w procesie osiągania celów.                                                                            |
| 23  | Rozwiązywanie konfliktów                  | Radzenie sobie z sytuacjami konfliktowymi poprzez osiąganie satysfakcjonującego porozumienia. Rozstrzyganie sporów wśród współpracowników, w zespole oraz w relacjach z klientami wewnętrznymi i zewnętrznymi.                                                      |
| 24  | Rozwiązywanie problemów                   | Identyfikowanie i weryfikowanie źródeł problemów. Znajdowanie optymalnych dla danych sytuacji rozwiązań. |
| 25  | Rozwój zawodowy                           | Stałe doskonalenie własnych umiejętności, poszerzanie zakresu praktycznej wiedzy. Świadome kształtowanie własnej kariery. |
| 26  | Samodzielność                             | Skuteczna, samodzielna realizacja zadań bez szczegółowych wytycznych. Efektywne wykorzystanie czasu pracy – zgodnie z wymaganiami oraz własnymi możliwościami. |
| 27  | Sumienność/rzetelność                     | Dbałość o szczegóły i zaangażowanie w działania ukierunkowane na ukończenie zadania. Podejmowanie długotrwałego wysiłku oraz gotowość do mierzenia się z pojawiającymi się przeciwnościami.                                                                         |
| 28  | Umiejętności IT                           | Posługiwanie się sprzętem komputerowym oraz różnymi programami niezbędnymi w pracy zawodowej. Łatwość w nabywaniu nowych umiejętności w tym zakresie. |
| 29  | Umiejętności techniczne                   | Obsługa narzędzi oraz maszyn wykorzystywanych w pracy. Sprawne posługiwanie się nowymi rozwiązaniami technologicznymi. |
| 30  | Wiedza zawodowa                           | Wykorzystanie wiedzy, umiejętności i doświadczenia pozwalające na wykonywanie zadań zawodowych na wysokim poziomie. Dobra orientacja w dziedzinie związanej z wykonywaną pracą.                                                                                     |
| 31  | Współpraca wewnątrzfirmowa                | Uwzględnianie perspektywy i potrzeb innych zespołów. Dbałość o kontakty ze współpracownikami w ramach całej organizacji. Znajomość oficjalnych i nieoficjalnych relacji w firmie.                                                                                   |
| 32  | Wywieranie wpływu                         | Ukierunkowane – zgodne z własnymi intencjami – wpływanie na postawy, decyzje i zachowania innych osób. |
| 33  | Zarządzanie procesami                     | Określanie, kontrolowanie, koordynowanie i udoskonala- nie procesów. Dążenie do usprawnienia funkcjonujących procesów, systemów, rozwiązań w ramach organizacji. |
| 34  | Zarządzanie projektami                    | Realizacja projektu zgodnie z założeniami (czas, budżet, jakość). Określanie, koordynacja i kontrola działań w ramach projektu. |
| 35  | Zarządzanie sobą                          | Stabilność emocjonalna i decyzyjna. Dbałość o samego siebie. Utrzymywanie wysokiej efektywności pracy w sytuacji działania pod presją, w trudnych warunkach. |
| 36  | Zarządzanie zespołem                      | Organizacja pracy zespołu. Realizacja planów i spraw bieżących poprzez zapewnianie i wykorzystanie zasobów oraz koordynację pracy ludzi w podległym obszarze. |

Źródło: Zarządzanie kompetencjami. Perspektywa firmowa i osobista. Grzegorz Filipowicz, str. 103.
Kluczowe kompetencje dla organizacji zebrane są w formie katalogu kompetencji lub Księgi Kompetencji.

## Katalog kompetencji[13]
Katalog kompetencji jest podstawą do dalszej wizualizacji kompetencji na matrycy. Stanowi on zestawienie kompetencji wybranych przez organizację wraz z ich opisem oraz poszczególnymi wskaźnikami. W katalogu powinien być również ujęty model kompetencyjny przypisany do poszczególnych grup stanowisk. 

### Budowa kompetencji
Kompetencje w katalogu powinny zawierać definicję (określającą sposób rozumienia danej kompetencji), przypisane do nich wskaźniki oraz opisy behawioralne.
KOMPETENCJA → DEFINICJA → WSKAŹNIKI → OPIS BEHAWIORALNY

### Wskaźniki (indykatory) w kompetencji[15]
Wskaźniki, znane również jako indykatory, to konkretne, mierzalne kryteria lub zachowania, które możemy obserwować u pracownika w jego codziennych obowiązkach. Są to obserwowalne zachowania, wyniki pracy lub inne mierzalne dowody, które wskazują na to, że pracownik posiada daną kompetencję. Na przykład, wskaźnikiem dla kompetencji komunikatywność wskaźnikami mogą być: aktywne słuchanie, komunikacja werbalna.

### Skala ocen[16]
Podczas oceny kompetencji stosowane są różne skale (np. numeryczna, procentowa, opisowa), jednak jedną z najskuteczniejszych form oceny kompetencji jest skala behawioralna, znana również jako skala oceny zachowań. Jest to narzędzie używane w procesie oceny pracowników, które koncentruje się na konkretnych, mierzalnych zachowaniach w ramach wybranego wskaźnika. 

#### Charakterystyka skali ocen behawioralnej[17][18]
1. Konkretność - skala ta opiera się na konkretnych, obserwowalnych zachowaniach, które są istotne dla wykonywania danego zadania lub roli.
2. Mierzalność - zachowania te są mierzalne, co oznacza, że można je ocenić w sposób obiektywny.
3. Orientacja na wyniki - skupia się na wynikach pracy, a nie tylko na cechach osobowości pracownika.
4. Wielopoziomowość - zazwyczaj zawiera kilka poziomów oceny (np. od „nie spełnia oczekiwań” do „przewyższa oczekiwania”), co pozwala na dokładniejsze określenie stopnia realizacji określonych zachowań[19].

#### Przykład skali ocen behawioralnej
Weźmy na przykład kompetencję: komunikatywność, wskaźnik: aktywne słuchanie, które zostanie rozpisane na 5 stopniowej skali, gdzie:
A - zdecydowanie poniżej standardu, nie przejawia kompetencji - Nie słucha rozmówcy, wykonuje inne czynności podczas gdy ktoś mówi, ignoruje nadawcę komunikatu.
B - poniżej standardu, wymaga wsparcia - Słucha, ale przerywa rozmówcy, zmienia temat rozmowy na taki, który jest dla niego interesujący.
C - standard, oczekiwany na stanowisku pracy - Słucha, koncentruje się na wypowiedzi swojego rozmówcy, nie przerywa.
D - powyżej standardu - Słucha odbiorcy nawet w trudnych, pełnych emocji sytuacjach, używa narzędzi aktywnego słuchania tj. parafraza, klaryfikacja, podsumowanie.
E - zdecydowanie powyżej standardu, wyznacza trendy - Zachęca innych do korzystania z narzędzi aktywnego słuchania, dba o to aby zespół wzajemnie się słuchał.

#### Zastosowanie skali ocen behawioralnej[20]
- Ocena pracowników: Umożliwia dokładną i obiektywną ocenę pracowników, opartą na konkretnych zachowaniach związanych z ich rolą.
- Rozwój pracowników: Pomaga zidentyfikować obszary, w których pracownicy mogą się rozwijać.
- Komunikacja oczekiwań: Jasno określa, jakie zachowania są oczekiwane na danym stanowisku.
- Podstawy do decyzji personalnych: Może być wykorzystywana do podejmowania decyzji dotyczących awansów, podwyżek, szkoleń itp.
- Skala ocen behawioralna jest więc narzędziem, które pomaga w obiektywnej i szczegółowej ocenie pracowników, koncentrując się na konkretnych, mierzalnych zachowaniach, które są kluczowe dla sukcesu w ich roli.

### Model kompetencji
Integralną częścią katalogu kompetencji jest model kompetencji, w którym przypisujemy wymagane kompetencje wraz z poziomem oczekiwanym dla grup stanowisk. Wdrażając taki model najczęściej różnicuje się grupy pracowników pod kątem stanowisk np. stanowiska produkcyjne/magazynowe, administracyjne, kierownicze. Przyjmuje się, że w ramach jednej grupy stanowisk możemy przypisać 5-7 kompetencji, z czego część z nich (2-3 kompetencje) mogą stanowić kompetencje ogólnofirmowe, wspólne dla wszystkich pracowników. Kompetencje ogólnofirmowe najczęściej związane są z wartościami firmy.

## Matryca kompetencji
Matryca kompetencji przybiera formę szczegółowej tabeli, która jest zorganizowana wokół dwóch głównych osi: poziomej i pionowej. 
Oś pozioma prezentuje zestaw kompetencji wraz z odpowiadającymi im wskaźnikami i przypisanymi wagami. Natomiast oś pionowa służy do określania pracowników, umożliwiając łatwe przyporządkowanie poszczególnych osób do wymaganych kompetencji.
| Wykaz kompetencji    | Kompetencja 1 | Kompetencja 1 | Kompetencja 1 | Kompetencja 1 | Kompetencja 2 | Kompetencja 2 | Kompetencja 2 | Kompetencja 2 | Kompetencja 3 | Kompetencja 3 | Kompetencja 3 | Kompetencja 3 |
|                      | wskaźnik 1    | wskaźnik 2    | wskaźnik 3    | wskaźnik 4    | wskaźnik 1    | wskaźnik 2    | wskaźnik 3    | wskaźnik 4    | wskaźnik 1    | wskaźnik 2    | wskaźnik 3    | wskaźnik 4    |
| Imię i nazwisko/Waga | 20%           | 20%           | 30%           | 30%           | 10%           | 20%           | 30%           | 40%           | 10%           | 30%           | 30%           | 30%           |
| Pracownik 1          |               |               |               |               |               |               |               |               |               |               |               |               |
| Pracownik 2          |               |               |               |               |               |               |               |               |               |               |               |               |
| Pracownik 3          |               |               |               |               |               |               |               |               |               |               |               |               |
| Pracownik 4          |               |               |               |               |               |               |               |               |               |               |               |               |

## Wdrożenie matrycy kompetencji w organizacji
Wdrożenie matrycy kompetencji w organizacji to proces, który wymaga starannego planowania, zaangażowania zarządu oraz współpracy różnych działów w firmie. Proces ten można podzielić na kilka kluczowych etapów:

### Analiza potrzeb i zdefiniowanie celów
- Przeprowadzenie analizy potrzeb organizacji w zakresie kompetencji.
- Określenie celów, jakie ma spełniać matryca kompetencji (np. poprawa procesów rekrutacyjnych, rozwój pracowników, lepsza ocena wydajności).

### Zaangażowanieinteresariuszy
- Włączenie do procesu kluczowych interesariuszy, takich jak kierownictwo, menedżerowie liniowi, dział HR.
- Organizacja warsztatów lub spotkań, aby zrozumieć oczekiwania i potrzeby różnych grup w organizacji.

### Opracowanie matrycy kompetencji
- Zdefiniowanie kluczowych kompetencji dla organizacji, w tym zarówno kompetencji ogólnofirmowych, jak i specyficznych dla poszczególnych stanowisk.
- Opracowanie wskaźników i skal behawioralnych dla każdej kompetencji.
- Ustalenie wag poszczególnych kompetencji, jeśli to konieczne.

### Integracja z istniejącymi procesami
- Dopasowanie matrycy kompetencji do istniejących procesów HR, takich jak rekrutacja, system okresowych ocen pracowniczych, rozwój pracowników.
- Zapewnienie, że matryca jest zgodna z celami biznesowymi i kulturą organizacyjną.

### Szkolenie i komunikacja
- Organizacja szkoleń dla menedżerów i pracowników HR, aby zrozumieć, jak korzystać z matrycy.
- Komunikowanie znaczenia i korzyści płynących z matrycy kompetencji w całej organizacji.

### Ocena i dostosowanie
- Monitorowanie efektywności matrycy i zbieranie informacji zwrotnych od pracowników i menedżerów, walidacja narzędzia.
- Regularna ocena skuteczności matrycy kompetencji.
- Dostosowywanie matrycy na podstawie zmieniających się potrzeb organizacji i informacji zwrotnych.

Wdrożenie matrycy kompetencji jest procesem ciągłym, wymagającym regularnej aktualizacji i dostosowywania do zmieniającego się środowiska biznesowego i potrzeb organizacji. Kluczem do sukcesu jest zaangażowanie pracowników na wszystkich poziomach oraz zapewnienie, że matryca jest użyteczna, zrozumiała i skutecznie integruje się z innymi procesami w organizacji.

## Funkcjonalność i zastosowanie matrycy kompetencji
Gdy matryca kompetencji jest skutecznie wdrożona, staje się kluczowym narzędziem wspierającym różne etapy cyklu życia pracownika w organizacji:

### Proces rekrutacji
- Ulepszanie procesów rekrutacyjnych: matryca kompetencji pomaga określić, jakie kompetencje są potrzebne na nowo otwieranych lub obecnych stanowiskach.
- Dopasowanie kandydatów do stanowisk: Umożliwia szybkie porównanie profilu kompetencyjnego kandydatów z wymaganiami stanowiska.

### Proces Onboardingu[22]
- Wprowadzenie nowego pracownika w kulturę i wartości organizacji.

### Zarządzanie szkoleniami i rozwój[23]
- Optymalizacja programów szkoleniowych: Matryca umożliwia identyfikację luk kompetencyjnych, co pozwala na tworzenie celowanych programów szkoleniowych.
- Maksymalizacja ROI w Szkoleniach: Dzięki skupieniu na kluczowych kompetencjach, firmy mogą lepiej inwestować w rozwój pracowników, zwiększając zwrot z inwestycji w szkolenia.

### Proces awansów i przeszeregowań
- Ułatwienie decyzji o awansach: matryca kompetencji pozwala na obiektywną ocenę gotowości pracowników do awansu, porównując ich aktualne kompetencje z wymaganiami na wyższych stanowiskach.
- Efektywne przeszeregowania: Dzięki jasno określonym kompetencjom, łatwiej jest identyfikować pracowników, którzy mogą być skuteczni na innych stanowiskach, co ułatwia przeszeregowania wewnętrzne.

### Planowanie sukcesji
- Zapewnienie ciągłości ról kierowniczych: matryca kompetencji umożliwia identyfikację pracowników z potencjałem do objęcia kluczowych ról w przyszłości, co jest istotne dla planowania sukcesji.
- Rozwój kandydatów na przyszłych liderów: Umożliwia tworzenie spersonalizowanych ścieżek rozwoju dla pracowników, którzy mają potencjał do objęcia ważnych ról w organizacji, zapewniając rozwój odpowiednich kompetencji.
- Zapewnienie ciągłości działania: Pomaga w przygotowaniu planów sukcesji, minimalizując ryzyko związane z nagłymi zmianami kadrowymi.

### Derekrutacja (wytrudnianie)[24]
- Obiektywne podstawy do decyzji o zmniejszeniu zatrudnienia: matryca kompetencji może dostarczać obiektywnych kryteriów do podejmowania decyzji o wytrudnianiu, opierając się na analizie, które kompetencje są kluczowe dla organizacji, a które mniej istotne.
- Zapewnienie obiektywizmu i transparentności: Użycie matrycy kompetencji w procesie derekrutacji może pomóc w zapewnieniu, że proces jest przeprowadzany w sposób sprawiedliwy i transparentny, oparty na jasno zdefiniowanych i mierzalnych kryteriach.
- Ocena zgodności z wartościami firmy: W procesie derekrutacji, matryca kompetencji może być również wykorzystana do oceny, czy pracownicy spełniają oczekiwany poziom kompetencji, a w szczególności czy ich działania i postawy są zgodne z kluczowymi wartościami firmy. Pracownicy, którzy systematycznie nie spełniają tych standardów, mogą być rozważani do wytrudnienia, co pomaga w utrzymaniu spójności i integralności kultury organizacyjnej.

Dobrze ułożona matryca kompetencji dodatkowo wspiera firmę w:

### Analizie organizacyjnej
- Diagnostyka organizacji: matryca dostarcza cennych wglądów w kompetencje dostępne w organizacji, identyfikując zarówno mocne strony, jak i obszary wymagające rozwoju.
- Wsparcie decyzji strategicznych: Informacje te są nieocenione dla kierownictwa przy podejmowaniu decyzji dotyczących reorganizacji, rozwoju i inwestycji.

## Zalety i ograniczenia matrycy kompetencji
Matryca kompetencji stanowi istotne narzędzie w zarządzaniu zasobami ludzkimi, oferując korzyści zarówno z perspektywy pracownika, przełożonego, jak i całej organizacji. Umożliwia ona systematyczne podejście do oceny i rozwoju kompetencji, co ma kluczowe znaczenie dla efektywności i wzrostu firmy. Ocena kompetencji pracowników zazwyczaj odbywa się poprzez samoocenę pracownika oraz ocenę przez przełożonego, wykorzystując różnorodne skale ocen.

### Zalety
Dla Pracownika:
- Jasność oczekiwań i ścieżek rozwoju.
- Możliwość obiektywnej samooceny i identyfikacji obszarów do rozwoju.
- Motywacja do zdobywania nowych umiejętności i awansu.

Dla Przełożonego:
- Ułatwienie w ocenie pracowników na podstawie obiektywnych kryteriów.
- Narzędzie do efektywnego zarządzania zespołem i planowania rozwoju pracowników.
- Możliwość lepszego dopasowania zadań do kompetencji pracowników.

Dla Organizacji:
- Wspieranie strategicznego planowania zasobów ludzkich.
- Poprawa wydajności i efektywności poprzez lepsze dopasowanie kompetencji do potrzeb firmy.
- Ułatwienie w zarządzaniu talentami i planowaniu sukcesji.

### Ograniczenia
- Ryzyko subiektywizmu: Mimo wykorzystania skal i wskaźników, ocena kompetencji może być nadal podatna na subiektywizm ze strony przełożonych.
- Zmienność kompetencji: W szybko zmieniającym się środowisku biznesowym, kompetencje wymagane na danym stanowisku mogą szybko ewoluować, co wymaga ciągłego aktualizowania matrycy[25].
- Złożoność wdrożenia: Skuteczne wdrożenie matrycy kompetencji może być czasochłonne i wymagać znaczących zasobów.
- Potencjalne opory pracowników: Niektórzy pracownicy mogą odczuwać opór wobec oceny, obawiając się negatywnych konsekwencji lub niesprawiedliwości.

Matryca kompetencji, mimo swoich ograniczeń, oferuje znaczące korzyści dla zarządzania zasobami ludzkimi, umożliwiając bardziej strategiczne i celowe podejście do rozwoju pracowników i efektywności organizacyjnej. Kluczem do jej skutecznego wykorzystania jest ciągła adaptacja do zmieniających się warunków oraz zaangażowanie zarówno pracowników, jak i kierownictwa.
Zdarza się oczywiście problem z dopasowaniem narzędzia do potrzeb firmy i realiów, w których działają pracownicy. Zbyt rozbudowane arkusze, dowolność we wpisywaniu działań rozwojowych, niczym nieograniczona swoboda w interpretowaniu zachowań, brak danych dotyczących poziomu efektywności – to tylko niektóre z ciągle pojawiających się błędów. 

## Systemy wspierające zarządzanie kompetencjami
W kontekście zarządzania kapitałem ludzkim, kompetencje stanowią kluczowy element, który wymaga szybkiego i uporządkowanego dostępu dla przełożonych w ramach ich uprawnień. Idealnym rozwiązaniem jest zastosowanie scentralizowanego narzędzia, które umożliwia efektywne zarządzanie i monitorowanie kompetencji pracowników.
Jednym z narzędzi, które odpowiada tym wymaganiom, jest matryca kompetencji SkillBox. Jest to narzędzie o strukturze modułowej, które oferuje zintegrowane podejście do zarządzania kompetencjami, umożliwiając przełożonym dostęp do niezbędnych informacji w uporządkowany i łatwo dostępny sposób.
Cyfrowe matryce umożliwiają dostosowywanie narzędzi do specyficznych potrzeb organizacji i łatwe skalowanie w miarę jej rozwoju.
Dzięki integracji danych i automatyzacji, narzędzie to umożliwia jeszcze efektywniejsze zarządzanie kompetencjami. Wprowadza ono nowy wymiar w procesie oceny, rozwoju i planowania kariery pracowników, oferując jednocześnie przejrzystość i łatwość w dostępie do kluczowych informacji.